# Neville Brand
Neville Brand (Griswold, Iowa, 13 de agosto de 1920-Sacramento, California, 16 de abril de 1992) fue un actor televisivo y cinematográfico estadounidense.

## Biografía
Inició su carrera en la gran pantalla con la película D.O.A. (Con las horas contadas, 1950), en el papel de un secuaz llamado Chester. Se hizo muy conocido como villano cuando su personaje mataba al interpretado por Elvis Presley en Love Me Tender. Interpretó a villanos en tantas películas, que su imagen se vio afectada por ello, llegando al extremo de que en una entrevista televisiva en el programa Entertainment Tonight, el actor repetía «Soy un perdedor. Soy un perdedor».
Sin embargo, tuvo un papel muy romántico en la película Return From the Sea, junto a Jan Sterling. También interpretó a un personaje incomprendido y afectado por una lesión cerebral en un episodio de la serie de TV Daniel Boone. Además, fue el tío de Hoss Cartwright, el personaje interpretado por Dan Blocker en el episodio "The Last Viking", de la serie Bonanza.
De los cientos de papeles que interpretó, probablemente el más recordado es el de Al Capone en la serie televisiva Los Intocables. La caracterización motivó la protesta de la comunidad italoestadounidense por el estereotipo que describía.
También se le recuerda como Bull Ransom, el guarda de la prisión en Birdman of Alcatraz (El hombre de Alcatraz), y como el antagónico y poco de fiar prisionero de guerra "Duke", en Stalag 17 (Traidor en el infierno).
Hizo también papeles de cowboy, y protagonizó su propia serie televisiva, Laredo, junto con William Smith, Peter Brown, y Philip Carey.
En la vida real, Brand sirvió en las Fuerzas Armadas estadounidenses durante la Segunda Guerra Mundial. Fue uno de los actores más condecorados en dicha contienda.
Falleció por un enfisema en 1992. Estuvo casado con Rae Brand, y tuvo tres hijas.

## Filmografía parcial televisiva y cinematográfica
- D.O.A. (Con las horas contadas) (1950)
- Kansas City confidencial (El cuarto hombre) (1952)
- Stalag 17 (Traidor en el infierno) (1953)
- Gun Fury (Fiebre de venganza) (1953)
- The Man From The Alamo (El desertor de El Álamo) (1953)
- The Charge at Feather River (La carga de los jinetes indios) (1953)
- Tomahok (1954)
- Return from the Sea (1954)
- Riot in Cell Block 11 (Rebelión en el presidio) (1954)
- Love Me Tender (1956)
- The Tin Star (Cazador de forajidos) (1957)
- Five Gates to Hell (1959)
- Los Intocables (serie de TV) (1959-1961)
- The Last Sunset (El último atardecer, 1961)
- Birdman of Alcatraz (El hombre de Alcatraz) (1962)
- The Twilight Zone: Episodio "The Encounter" (1964)
- Combat! Episodio "Fly away home" (1964)
- "We've Lost a Train": Capítulo 30, temporada 3 (El virginiano) (1964)
- Un gato del F.B.I. (1965)
- Tora! Tora! Tora! (1970)
- Bonanza (1970-1971)
- Cahill U.S. Marshal (La soga de la horca) (1973)
- Captains Courageous (1977)
- Eaten Alive (1977)
- The Ninth Configuration (1980)